# Societas Sanctae Birgittae

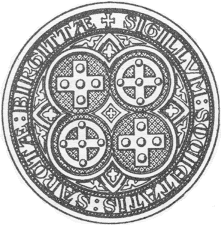
Siegel der Societas Sanctæ Birgittæ

Die Societas Sanctae Birgittae (SSB) ist eine Vereinigung von Männern und Frauen in der Schwedischen Kirche, die in Verehrung der heiligen Birgitta und in ihrer Nachfolge der heiligen, allgemeinen und apostolischen Kirche in Schweden dienen will.
Die SSB wurde 1920 u. a. auf Initiative von Nathan Söderblom gegründet als eine Freistatt für alle, die in einer Zeit der liturgischen und theologischen Verarmung nach einem reicheren Gottesdienst, einer innerlicheren Frömmigkeit und einer bibeltreuen Verkündigung in der Schwedischen Kirche Verlangen tragen.
Die SSB sucht diese Anliegen durch ihr Wirken für eine ständige Erneuerung der Abendmahlsgestaltung und des Gebetslebens der einzelnen und der Gemeinden zu verwirklichen. Weiterhin arbeitet die SSB dafür, dass die Verkündigung und Unterweisung immer mehr von der Treue zu Gottes Wort und zum Lutherischen Bekenntnis geprägt wird und dass die Einzelbeichte immer mehr in Gebrauch kommt.

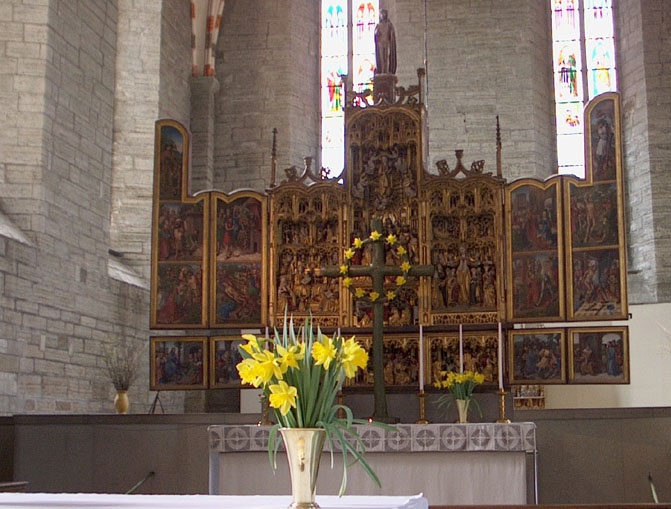
Altar der Klosterkirche Vadstena

Die SSB hat etwa 200 Mitglieder (Männer und Frauen) und hält jährlich sein Generalkapitel um den 23. Juli, den Tag des Heimgangs der heiligen Birgitta, gewöhnlich in Vadstena. Ein Konvent findet in der Regel dreimal im Jahr an verschiedenen Orten im Lande statt. Darüber hinaus dient die SSB als eine Gebetsgemeinschaft, in welcher der Brüder und Schwestern bei den täglichen Andachten gedacht wird.
Die SSB wird von einem ihrer Geistlichen als Confessor (Leiter) und von einer der Schwestern als Superiorin geleitet. Außerdem wird die Gemeinschaft von einem Bischof visitiert.

## Confessoren
- Hugo Berggren 1920–1944
- Simon Lüders 1945–1964
- Alf Corell 1965–1983
- Karl-Olof Berglund 1983–2001
- Bo Brander 2001–

## Superiorinnen
- Mary von Rosen 1920–1964
- Ingrid af Ekenstam 1964–1983
- Anna-Greta Roos 1983–1990
- Anna Greta Norén 1990–2014
- Anna Greek 2014–

## Visitatoren
- Gustaf Aulén 1935–1959 (Bischof von Strängnäs)
- Olof Herrlin 1962–1972 (Bischof von Visby)
- Bertil Gärtner 1972–2009 (Bischof von Göteborg)